# Ellesmere
Ez a szócikk a településről szól. A szigethez lásd az Ellesmere-sziget című lapot.
Ellesmere apró város Angliában, Shropshire megye északi részében, Oswestryhez közel. Főként arról nevezetes, hogy a Mere-ek néven ismert tavak közelében fekszik.
Lakóinak száma 3200 körüli.

## Történelme
Az ellesmere-i vár valószínűleg a 11. században földvár volt, amelyet Roger de Montgomery, Shrewsbury I. earlje építtethetett, vagy fia, Poitoui Roger. Csak földsáncai maradtak fenn. a halomról szép kilátás nyílik a tóra.
1114-ben I. Henrik angol király William Peverelnek ajándékozta Ellesmere-t a Maelor nevű határvidék (Wales mellett) részeként. Utódai az 1140-es évekig tudták csak megtartani Ellesmere-t, amikor a powysi herceg Madog ap Maredudd szerezte meg, valószínűleg erőszakkal. Miután Madog 1160-ban meghalt, Ellesmere ismét az angol uralkodó – ekkor II. Henrik – kezébe került.
1177-ben Henrik Emme nevű féltestvére férjének, Dafydd ab Owain Gwynedd gwyneddi hercegnek adta Ellesmere-t és az angliai Halest. Dafydd haláláig, 1203-ig Ellesmere lordja maradt.
1205 áprilisában Nagy Llywelyn gwyneddi herceg feleségül vette Joan walesi hercegnőt, Földnélküli János angol uralkodó törvénytelen lányát, és Ellesmere-t kapták házassági ajándékul. 1231-ben II. Henrik parancsot adott Ellesmere megtámadására, de LLywelyn haláláig, 1240-ig megtartotta a birtokot. 1241-ben Henrik király John Lestrange-t bízta meg, hogy javítsa ki az ellesmere-i favárat.

## Földrajza
The Mere „A Mere” a város melletti tó, Anglia legnagyobb sekély (angolul mere típusú) tava a Tóvidéken (Lake District) kívül. Ezen kívül még nyolc jégvájta mere tó van a környéken: Blakemere, Colemere, Crosemere, Kettlemere, Newtonmere, Whitemere, Sweatmere és Hanmer Mere.
1812-ben az Ellesmere House (Ellesmere-ház) kertjének kialakításakor kiásott földből szigetet emeltek. A szigetet Moszkva-sziget névre keresztelték, miután ugyanabban az évben a gyűlölt Napóleon seregei kénytelenek voltak visszavonulni Moszkvából. A tónak látogatóközpontja van és sokan madarkat nézni jönnek ide, például a szürke gémek fészekrakását.

## Közlekedés
Az A495-ös és az A528-as utak Ellesmere-nél keresztezik egymást. A város a LLangollen-csatorna egy ágánál fekszik, amely a walesi Froncysyllte-nél végződik és amelyet korábban Ellesmere-csatorna néven ismertek. Ezt 1793 és 1805 közt építették és az eredeti terv szerint el kellett volna érnie az ellesmere-i kikötőt, de a magas költségek miatt az építkezést abbahagyták.

## Híres emberek
- Itt született Eglantyne Jebb  (1876 – Genf, 1928) brit humanitárius és szociális aktivista, a Save the Children brit segélyszervezet egyik alapítója, a Genfi Nyilatkozat szerzője

### Angolul
- Maelor Saesneg – The Clwyd-Powys Archaeological Trust
- Ellesmere Photos
- Ellesmere castle
- BBC panoramic view of mere
- 'The Romance of Fouk le fitz Warine' an epic tale involving Mellett de Ellesmere
- Ellesmere Cricket Club
- British History online – Knights Hospitallers  and the preceptory of Halston